# Bryophila tephrocharis
Bryophila tephrocharis is een vlinder uit de familie uilen (Noctuidae). De wetenschappelijke naam is voor het eerst geldig gepubliceerd in 1953 door Boursin.
De soort komt voor in Europa.